# Дейвид Блийч
Дейвид Блийч (на английски: David Bleich) е професор по англицистика в Университета Рочестър в САЩ. Един от представителите на Литературознанието на читателския отклик – създател на своя школа, която сам нарича Субективно литературознание на читателския отклик (на английски: Subjective Reader-Response criticism).

## Биография
Дейвид Блийч защитава дисертация в Нюйоркския университет.
Изследователската работа на Дейвид Блийч е свързана главно с английския език и литература като социални феномени, като в частност сред тях място имат историята на университета и методиката на преподаване на езика и литературата на академично ниво. Сред интересите му влизат и т.н. Women's studies, Science studies и Jewish studies (Култура на жените, Философия на науката и Изследвания на еврейството), както и изследвания на филмовата и популярната култура.

## Идеи
Дейвид Блийч е основател на Субективното литературознание на читателския отклик, разновидност на американското рецептивистко литературознание. Той твърди, че интерпретацията и читателският отклик на текста не са едно и също. „Интерпретацията“ според него трябва да бъде развивана в класната стая. Освен това тя е реакция към текста, която трябва да бъде обсъдена в рамките на групата. От друга страна, „читателският отклик“ е личен и се основава на базата на предишния житейски опит и от прочетените по-рано литературни текстове.
За Субективното литературознание на читателския отклик не съществува такова нещо като „неправилен прочит“ на първичния текст, съществуват само симптоми.

### Монографии
- Readings and Feeling: an Introduction to Subjective Criticism (Прочити и усещане: Въведение в Субективното литературознание), Urbana: National Council of Teachers of English, 1975.
- Literature and Self-Awareness: Critical Questions and Emotional Responses (Литература и самосъзнание: Литературоведски питания и емоционални отклици). New York: Harper and Row, 1977.
- Subjective Criticism (Литературознание на субекта), Baltimore: Johns Hopkins UP, 1978.
- Utopia: The Psychology of a Cultural Fantasy (Утопия: Психологията на културната фантазия), Ann Arbor: UMI Research Press, 1984.
- The Double Perspective: Language, Literacy, and Social Relations (Двойната перспектива: Езикът, литературността и социалните отношения), Oxford: OUP, 1988.
- Know and Tell: A Pedagogy of Disclosure, Genre, and Membership (Да знаеш и да разкажеш: Педагогия на разкриването, жанра и членството), Portsmouth, NH: Boynton/Cook, 1998.
- The Materiality of Language: Gender, Politics, and the University, Indiana University Press, 2013, 574 pp.[4] (носител на наградата за изключителна книга на Conference on College Composition and Communication (CCCC) за 2015 г.)[5]

### Студии
- „Globalization, Translation, and the University Tradition“, в New Literary History 39.3 (summer 2008), 497 – 518
- „The Materiality of Reading“, в New Literary History 37.3 (2006)
- „What Literature is 'Ours'?“ в Reading Sites: Social Difference and Reader Response, ed. Patrocinio P. Schweickart and Elizabeth A. Flynn, Modern Language Association 2004
- „The Collective Privacy of Academic Language“, в The Private, the Public, and the Published: Reconciling Private Lives and Public Rhetoric, ed. Barbara Couture and Thomas Kent, Utah State 2004
- „Finding the Right Word: Self-Inclusion and Self-Inscription“, в Autobiographical Writing across the Disciplines, ed. Diane P. Freedman and Olivia Frey, Duke 2003
- „The Materiality of Rhetoric, the Subject of Language Use“, в The Realms of Rhetoric: The Prospects of Rhetoric Education, ed. Joseph Petraglia and Deepika Bahri, SUNY 2003
- „The Materiality of Language and the Pedagogy of Exchange“, в Pedagogy 1.1 (2001)
- „Epistemological Assumptions in the Study of Response“, в Reader-Response Criticism: from Formalism to Structuralism. Baltimore: Johns Hopkins UP, 1980. 134 – 163.
- „The Logic of Interpretation“, в Genre 10 (1977): 363 – 394.
- „The Subjective Paradigm“, в New Literary History 7 (1976): 313 – 334.
- „The Subjective Character of Critical Interpretation“, в College English 36 (1975): 739 – 755.
- „Intersubjective Reading“, в New Literary History (?): 401 – 421.

### Съставителство и редакция
- Writing With: New Directions in Collaborative Teaching, Learning, and Research, съсъставител заедно със Сали Бар Рейгън и Томас Фокс, Albany: SUNY Press, 1994.
- Personal Effects: The Social Character of Scholarly Writing, съсъставител заедно с Дебора Холдстийн, Logan: Utah State UP, 2001.

### За Дейвид Блийч
- Galenbeck, Susan. „Higher Innocence: David Bleich, the Geneva School and Reader-Response Criticism“. College English 40.7 (1979): 788 – 801.